# Vespadelus pumilus
Vespadelus pumilus är en fladdermusart som beskrevs av Gray 1841. Vespadelus pumilus ingår i släktet Vespadelus och familjen läderlappar. Inga underarter finns listade i Catalogue of Life.
Denna fladdermus förekommer med tre populationer i östra Australien. Habitatet utgörs av fuktiga skogar. Individerna vilar i trädens håligheter. En kull består av en eller två ungar.
Arten når en kroppslängd (huvud och bål) av 35 till 44 mm, en svanslängd av 27 till 34 mm och en vikt av 3,5 till 6 g. Underarmarna är 29 till 33 mm långa. Vespadelus pumilus har mörkare päls än Vespadelus vulturnus. Dessutom har hannens penis en annan konstruktion jämförd med andra släktmedlemmar. Ovansidans hår är nästan svarta vid roten och ljusare vid spetsen vad som ger en brunaktig pälsfärg. Undersidan är allmänt ljusare.
Individerna jagar i skogarna mellan undervegetationen och trädens kronor. Deras byten utgörs av olika insekter. Utanför parningstiden bildar honor egna kolonier med upp till 54 medlemmar och hannar vilar ofta ensam. Ungarna föds vanligen under oktober eller november (tidig sommar på södra jordklotet). Under kalla dagstider kan Vespadelus pumilus inta ett stelt tillstånd (torpor). Fladdermusen faller ibland offer för rovlevande fåglar eller för varaner.